# Wisdom (albatros)
Wisdom (číslo kroužku Z333; v překladu z angličtiny jméno znamená „Moudrost“) je samice albatrosa laysanského, která žije ve volné přírodě. Jedná se o nejstaršího okroužkovaného ptáka a potvrzeně nejstaršího známého ptáka žijícího ve volné přírodě.

## Život
Wisdom se vyklubala kolem roku 1951. V roce 1956, v odhadovaném věku 5 let, byla na Midwayských ostrovech okroužkována pro vědecké účely kroužkem číslo #Z333. Kroužkování provedl Chandler Robbins, vědec z Geologického průzkumu Spojených států (USGS). Ptáci jsou kroužkováni, aby mohli být jednoznačně identifikováni ve volné přírodě; z dat se získávají informace jako jsou vzorce migračních tras, délka života a další.
V roce 2011 se Wisdom i jejímu mláděti podařilo přežít zemětřesení a tsunami, které smetlo kolem 2000 dospělých albatrosů laysanských a černonohých spolu s ještě větším počtem mláďat. 3. prosince 2014 se Wisdom dostala do zájmu světových médií, když nakladla vejce na Midwayském ostrově. Její partner přiletěl na ostrov 19. listopadu téhož roku a Wisdom byla poprvé spatřena místními ochranáři 22. listopadu. Odhaduje se, že se jednalo o Wisdomino 36. vejce, přičemž 8 z nich nakladla mezi lety 2005–2014. Albatrosi snáší pouze jedno vejce ročně nebo jednou za dva roky. I když albatrosi žijí v monogamních svazcích po celý život, Colin Schultz z amerického časopisu Smithsonian, který vydává Smithsonův institut, spekuloval, že z důvodu svého vysoké věku si Wisdom patrně našla nového partnera, aby mohla pokračovat v rozmnožování.
V následujících letech Wisdom pokračovala s kladením vajec a mládě se jí vylíhlo i v roce 2020.
Již od okroužkování v roce 1956 byl pohyb Wisdom sledován Geologickou službou Spojených států. Odhaduje se, že k roku 2020 albatrosice nalétala kolem 5,6 milionu kilometrů. Její kroužek byl šestkrát nahrazen.

## Dopad
Amanda Fortin ze Služby ryb a divoké přírody Spojených států prohlásila, že „pokračující přínos Wisdom křehké populaci albatrosů je výjimečný a důležitý. Její zdraví a odhodlání vedlo k řadě zdravých potomků, kteří v budoucnu pomohou obnovit populaci albatrosů na Laysanu i dalších ostrovech“.
Bruce Peterjohn, vedoucí Severoamerického programu pro kroužkování ptáků, o albatrosici řekl, že je se jedná o nejstaršího volně žijícího ptáka zdokumentovaného historii programu. Dodal, že je více než obdivuhodné, že Wisdom i přes svůj pokročilý věk se stále dokáže rozmnožovat.
Wisdom se mnohokrát ocitla v zájmu světových médii jako jako je The Guardian, National Geographic, Discovery News, a 60 Minutes. V lednu 2020 se objevila ve 3. epizodě televizního programu BBC Two Earth's Tropical Islands (Tropické ostrovy planety) s názvem „Hawaii“.

## Galerie

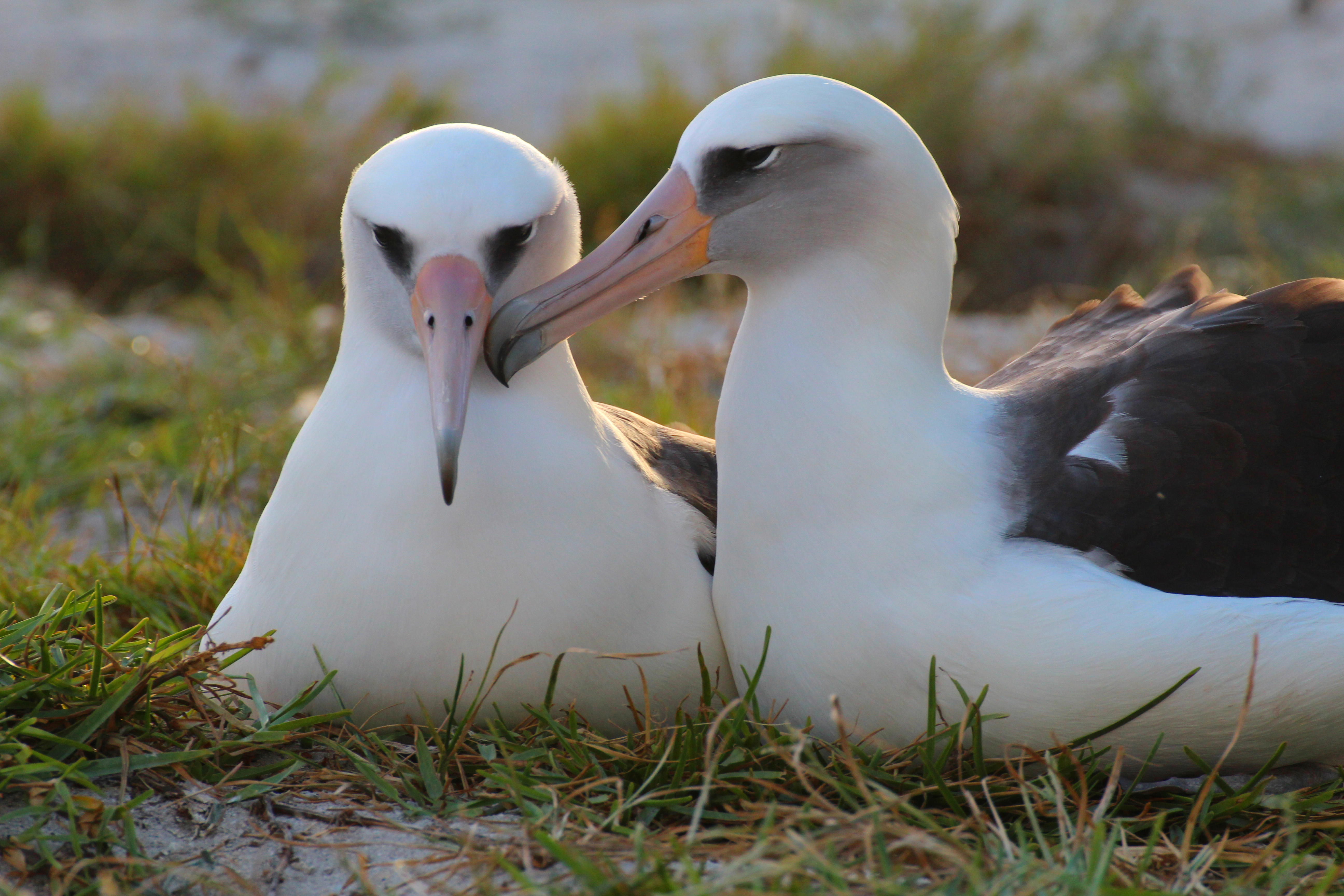
Wisdom s partnerem
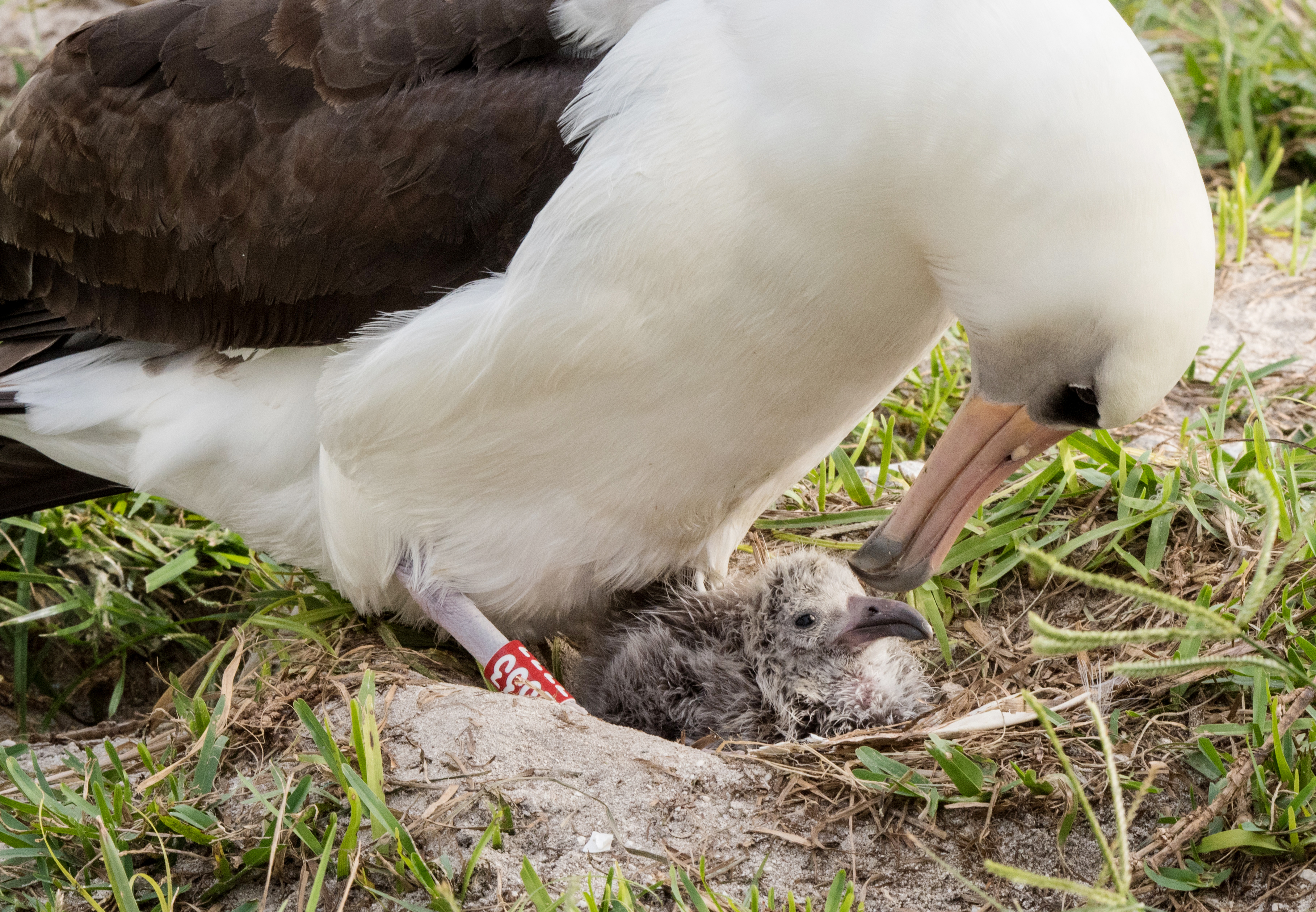
Albatrosice s potomkem
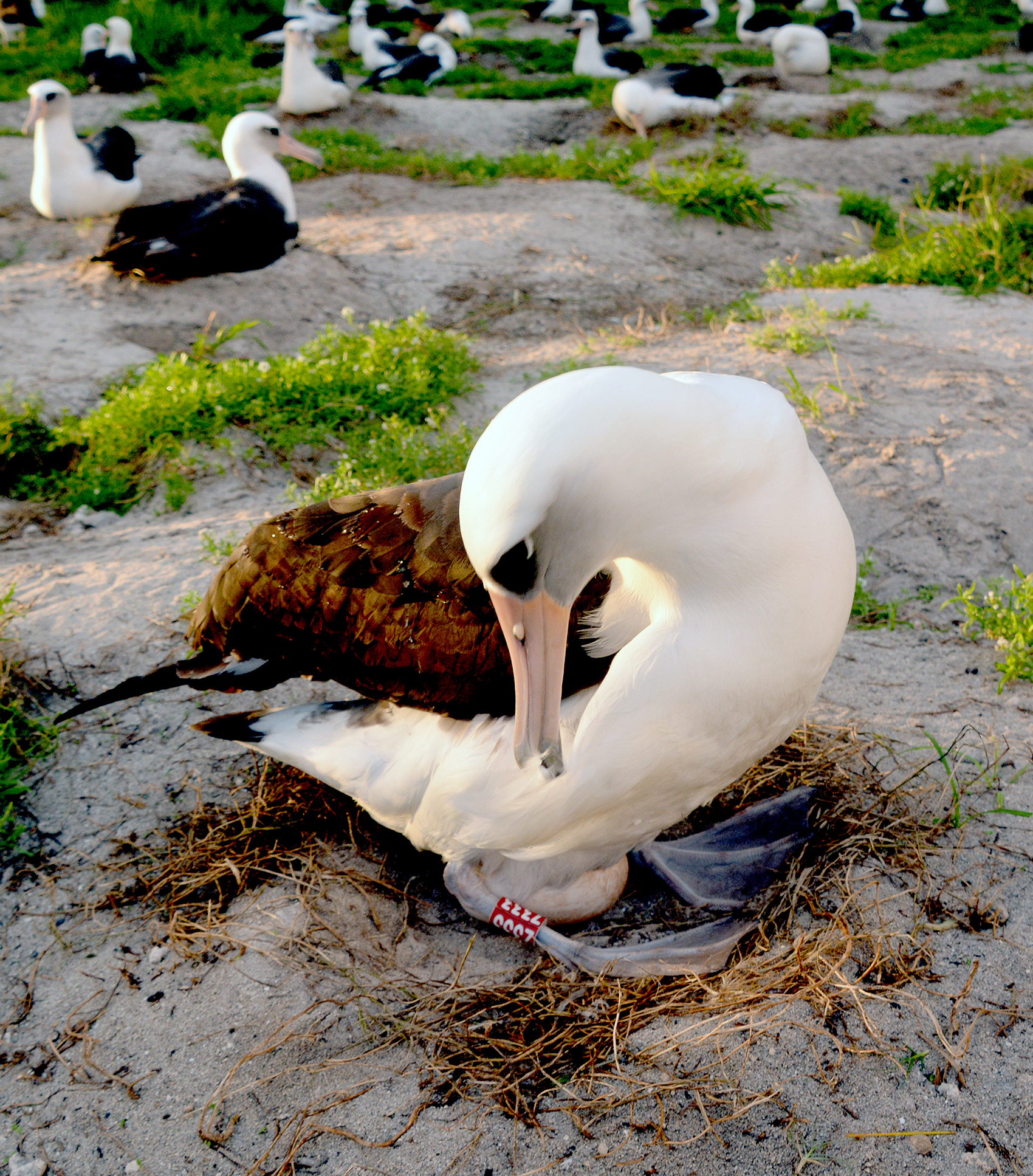
Na hnízdišti s ostatními albatrosy